# Myiopagis olallai
El fiofío submontano (Myiopagis olallai), también denominado bobito de la estribación, fío-fío submontano (en Perú), elenia de piedemonte (en Colombia), elenita tropandina (en Ecuador) o bobito deslucido (en Venezuela), es una especie de ave paseriforme de la familia Tyrannidae perteneciente al género Myiopagis. Es nativo del noroeste de América del Sur.

## Distribución y hábitat
Se distribuye localmente a lo largo de la pendiente oriental de la cordillera de los Andes desde el extremo suroeste de Colombia, por Ecuador, hasta el sureste de Perú. También en algunas localidades dispersas de los Andes centrales de Colombia y en la Serranía del Perijá, en la frontera del noreste de Colombia y noroeste de Venezuela.
Esta especie es considerada localmente poco común en sus hábitats naturales: el dosel y los bordes de selvas de estribaciones montañosas, entre los 900 y los 1300&nbspm de altitud.

## Sistemática

### Descripción original
La especie M. olallai fue descrita por primera vez por los ornitólogos belga Paul Coopmans y danés Niels Krabbe en el año 2000 bajo el mismo nombre científico; su localidad tipo es: «Río Bombuscaro (04°07'S, 78°58' W) 5 km sur-sureste de Zamora, provincia de Zamora Chinchipe, Ecuador, altura 1000 m.». El holotipo, un macho adulto recolectado el 23 de octubre de 1994, se encuentra depositado en el Museo Ecuatoriano de Ciencias Naturales, en Quito, bajo el número MECN 6902.

### Etimología
El nombre genérico femenino «Myiopagis» se compone de las palabras del griego «muia, muias» que significa ‘mosca’, y «pagis» que significa ‘atrapar’; y el nombre de la especie «olallai», conmemora al recolector ecuatoriano Alfonso Manuel Olalla.

### Taxonomía
Los estudios genéticos indican que la presente especie es hermana de Myiopagis caniceps.

### Subespecies
Según las clasificaciones del Congreso Ornitológico Internacional (IOC) y Clements Checklist/eBird se reconocen tres subespecies, con su correspondiente distribución geográfica:
- Myiopagis olallai coopmansi Cuervo, Stiles, Lentino, Brumfield & Derryberry, 2014[10] – Andes centrales de Colombia.
- Myiopagis olallai incognita Cuervo, Stiles, Lentino, Brumfield & Derryberry, 2014 – Serranía del Perijá, Venezuela.
- Myiopagis olallai olallai Coopmans & Krabbe, 2000 – localmente en la pendiente oriental de los Andes del norte al sur de Ecuador y centro sur de Perú (Pasco, Junín, norte de Cuzco); recientemente registrada en el sur de Colombia.